# Thinophilus modestus
Thinophilus modestus är en tvåvingeart som beskrevs av Becker 1902. Thinophilus modestus ingår i släktet Thinophilus och familjen styltflugor. Inga underarter finns listade i Catalogue of Life.